# لاک‌پشت لولادار
لاک‌پشت لولادار (نام علمی: Terrapene) نام یک سرده از زیرراسته نهان‌گردن است.